# Jürgen Busche
Jürgen Busche (* 9. Oktober 1944 in Belzig; † 29. Juni 2024 in Berlin) war ein deutscher Journalist, Autor und Literaturkritiker.

## Leben und Werk
Jürgen Busche wurde als zweiter Sohn des Arztes Rupert Busche und seiner Frau Marianne, geb. von Behren, in Belzig (Mark Brandenburg) geboren und wuchs in Bad Lippspringe bei Paderborn und in Fulda auf. Nach dem Abitur am Freiherr-vom-Stein Gymnasium in Fulda 1965 und dem Wehrdienst von 1965 bis 1967 studierte er Alte Geschichte, Philosophie und Germanistik in Münster und wurde im Juni 1971 bei Hans Erich Stier mit einer Dissertation über die Oinoe-Schlacht des Pausanias in Alter Geschichte promoviert.
Busche arbeitete ab 1972 als Redakteur, zunächst fünfzehn Jahre bei der Frankfurter Allgemeinen Zeitung, ab 1987 als stellvertretender Chefredakteur bei der Hamburger Morgenpost. Von 1989 bis 1990 – während der Deutschen Wiedervereinigung – war er als Redenschreiber für Bundespräsident Richard von Weizsäcker im Bundespräsidialamt beschäftigt. 1990 wurde er Leiter des Ressorts Innenpolitik bei der Süddeutschen Zeitung und 1996 Chefredakteur der Wochenpost in Berlin. Vom 15. Februar 1998 bis Ende 2001 war er Chefredakteur der Badischen Zeitung in Freiburg. Zuletzt arbeitete er als freier Autor in Berlin.
Busche gehörte zu den Gründungsmitgliedern des Literarischen Quartetts. Er nahm von 1988 bis Juni 1989 in den ersten sechs Folgen an den Diskussionen teil.
1998 wurde seine vielbeachtete Biographie Helmut Kohl. Anatomie eines Erfolges veröffentlicht. 2003 erschien sein Buch Die 68er. Die Biographie einer Generation.

## Habermas-Kontroverse
In der November-Ausgabe 2006 des Magazins Cicero ging Busche einer von Joachim Fest in dessen Autobiographie erzählten Anekdote nach: „Einer der führenden Köpfe des Landes“ habe während des Zweiten Weltkriegs als HJ-Ausbilder seinem Untergebenen ein Schreiben zukommen lassen, in dem die Identifikation dieses heute „führenden Kopfes“ mit dem Nationalsozialismus und die Erwartung des Endsieges zum Ausdruck gekommen seien. Jahrzehnte später habe der Untergebene dem „führenden Kopf“ das Schreiben auf einer Geburtstagsparty zurückgegeben, woraufhin dieser es unbesehen verschluckt habe. 
Von Busche wurde der „führende Kopf“ nun mit dem Soziologen und Philosophen Jürgen Habermas, der Untergebene mit dem Historiker Hans-Ulrich Wehler identifiziert; die beiden Wissenschaftler waren seit der Jugend eng miteinander befreundet. Busche verband dies mit dem „Ende“ der politischen Philosophie und der intellektuellen Bedeutung Habermas’, dessen Integrität er in Frage stellte.
Wehler und Habermas widersprachen Busches Darstellung nachdrücklich; Wehler wies zudem darauf hin, Habermas habe seine Zeit bei der HJ nie verheimlicht. Habermas erwirkte eine einstweilige Verfügung gegen die Autobiografie Joachim Fests, die seitdem, weil er üble Nachrede enthalte, ohne den strittigen Passus erscheint. Der Artikel Busches wurde in der deutschen Presse negativ aufgenommen und gar als „ein Exempel für Schmierenjournalismus“ bezeichnet.

## Schriften (Auswahl)
- Der Begriff Hellenismus als Epochenname. Untersuchungen zur Oinoe-Schlacht des Pausanias. Akademische Verlagsgesellschaft, Frankfurt 1974, ISBN 3-7997-0242-3 (Zugl. Münster (Westf.), Univ., Diss., 1971 u. d. T.: Untersuchungen zur Oinoe-Schlacht des Pausanias).
- Hrsg.: Was ihr den Geist der Zeiten heißt. Der Verführer Sören Kierkegaard. Lesestücke. Athenäum Verlag, Königstein/Taunus 1984.
- Helmut Kohl. Anatomie eines Erfolgs. Berlin-Verlag, Berlin 1998, ISBN 3-8270-0282-6.
- Die 68er. Die Biographie einer Generation. Berlin-Verlag, Berlin 2003, ISBN 3-8270-0507-8.
- Heldenprüfung. Das verweigerte Erbe des Ersten Weltkriegs. Deutsche Verlags-Anstalt, München 2004, ISBN 3-421-05779-6.
- Hrsg., zus. mit Christine Eichel: Von Bücherlust und Leseglück. Kluge Köpfe und ihre Bibliotheken. Knesebeck Verlag, München 2008, ISBN 978-3-89660-558-0.